# Keep Your Eye on the Sparrow
"Keep Your Eye on the Sparrow", ook bekend als "Baretta's Theme", is een nummer geschreven door Morgan Ames en Dave Grusin, en opgenomen door meerdere artiesten in de zomer van 1975. 
De versie van de Amerikaanse zangeres Merry Clayton was de eerste die de hitlijst bereikte, met plek 45 in de Billboard Hot 100 als hoogste positie. Begin 1965 nam de Amerikaanse disco-funkband Rhythm Heritage het nummer op als themalied van de tv-show Baretta, met  Robert Blake in de hoofdrol. Deze semi-instrumentale versie bereikte de twintigste plaats in zowel de Verenigde Staten als Canada.
Het lied is ook gecoverd door Sammy Davis jr. Deze versie behaalde wel airplay op de radio maar wist de top 100 niet te halen.

## Hitlijsten

### Nederlandse Top 40
| Hitnotering: 24-04-1976 t/m 19-06-1976 | Hitnotering: 24-04-1976 t/m 19-06-1976 | Hitnotering: 24-04-1976 t/m 19-06-1976 | Hitnotering: 24-04-1976 t/m 19-06-1976 | Hitnotering: 24-04-1976 t/m 19-06-1976 | Hitnotering: 24-04-1976 t/m 19-06-1976 | Hitnotering: 24-04-1976 t/m 19-06-1976 | Hitnotering: 24-04-1976 t/m 19-06-1976 | Hitnotering: 24-04-1976 t/m 19-06-1976 | Hitnotering: 24-04-1976 t/m 19-06-1976 | Hitnotering: 24-04-1976 t/m 19-06-1976 |
| Week                                   | 1                                      | 2                                      | 3                                      | 4                                      | 5                                      | 6                                      | 7                                      | 8                                      | 9                                      |                                        |
| -------------------------------------- | -------------------------------------- | -------------------------------------- | -------------------------------------- | -------------------------------------- | -------------------------------------- | -------------------------------------- | -------------------------------------- | -------------------------------------- | -------------------------------------- | -------------------------------------- |
| Nummer                                 | 9                                      | 2                                      | 1                                      | 1                                      | 1                                      | 7                                      | 12                                     | 31                                     | 37                                     | uit                                    |

### Nationale Hitparade
| Hitnotering: 24-04-1976 t/m 12-06-1976 | Hitnotering: 24-04-1976 t/m 12-06-1976 | Hitnotering: 24-04-1976 t/m 12-06-1976 | Hitnotering: 24-04-1976 t/m 12-06-1976 | Hitnotering: 24-04-1976 t/m 12-06-1976 | Hitnotering: 24-04-1976 t/m 12-06-1976 | Hitnotering: 24-04-1976 t/m 12-06-1976 | Hitnotering: 24-04-1976 t/m 12-06-1976 | Hitnotering: 24-04-1976 t/m 12-06-1976 | Hitnotering: 24-04-1976 t/m 12-06-1976 |
| Week                                   | 1                                      | 2                                      | 3                                      | 4                                      | 5                                      | 6                                      | 7                                      | 8                                      |                                        |
| -------------------------------------- | -------------------------------------- | -------------------------------------- | -------------------------------------- | -------------------------------------- | -------------------------------------- | -------------------------------------- | -------------------------------------- | -------------------------------------- | -------------------------------------- |
| Nummer                                 | 8                                      | 2                                      | 1                                      | 1                                      | 2                                      | 9                                      | 15                                     | 23                                     | uit                                    |

### NPO Radio 2 Top 2000
| Nummer met noteringen in de NPO Radio 2 Top 2000 | '99  | '00  |
| ------------------------------------------------ | ---- | ---- |
| Baretta's Theme (Sammy Davis jr.)                | 1691 | 1703 |

1. ↑  Een vetgedrukt getal geeft de hoogste notering aan.
2. ↑  Deze tabel is bijgewerkt tot en met de laatste editie (2024).